# Unter dem Sand (2000)
Unter dem Sand ist ein französisches Mystery-Drama von François Ozon aus dem Jahr 2000.

## Handlung
Wie jedes Jahr verbringen Marie und Jean ihren Urlaub an der Küste. Plötzlich ist Jean am Strand verschwunden, eine sofort eingeleitete Suche verläuft ergebnislos. Marie klammert sich an den Gedanken, dass Jean noch lebt.
In Paris beginnt wieder der Alltag von Marie in ihrem Beruf als Dozentin. Maries beste Freundin macht sie mit einem neuen Mann bekannt: dem Verleger Vincent. Obwohl sie sich auf eine Beziehung mit ihm einlässt, kann sie sich nicht mit Jeans Tod abfinden. Als die Polizei sich bei ihr meldet, da man eine Leiche gefunden hat, reagiert sie nicht. Durch Zufall wird sie mit der Tatsache konfrontiert, dass Jean schwer depressiv war und Medikamente genommen hat. Seine Mutter eröffnet ihr daraufhin ihre Einschätzung, dass Jean gelangweilt von seinem Leben und seiner Ehe diesen Weg benutzte, um sein Leben noch einmal neu zu beginnen. Erst jetzt entschließt sich Marie, an den Ort des Verschwindens zu fahren. Und obwohl die Leiche mittlerweile eindeutig als ihr Mann identifiziert wurde – ein Detail dabei war die von Marie exakt beschriebene Armbanduhr –, behauptet sie nun gegenüber der Polizei, dass die Leiche nicht ihr Mann und die gezeigte Uhr nicht die ihres Mannes sei. So kann sie sich ihre Illusion erhalten.

## Hintergrund
Unter dem Sand war François Ozons erster Teil einer „Trilogie über die Trauer“; der zweite Teil erschien 2005 unter dem Titel Die Zeit die bleibt. Mit Rückkehr ans Meer folgte 2009 der letzte Teil.

## Kritik
„Der Film lebt ganz von seiner grandiosen Hauptdarstellerin, aber auch von der Präzision und Intimität, mit der er sie fast dokumentarisch begleitet.“